# ATS 2500 GT
ATS 2500 GT är en sportbil, tillverkad av den italienska biltillverkaren Automobili Turismo e Sport mellan 1963 och 1964.

## Bakgrund
Carlo Chiti och Giotto Bizzarrini startade ATS sedan de lämnat Ferrari hösten 1961, efter en kontrovers med Enzo Ferrari. Chiti och Bizzarrini avsåg att konkurrera med sin förre arbetsgivare med såväl tillverkning av sportbilar som sportvagnsracing och formel 1. 

## Utveckling
ATS nya bil avsedd för landsvägskörning var en av de första sportbilarna med mittmotor. Just motorn gav upphov till nya stridigheter. Chiti ville använda en större version av V8-motorn från företagets F1-bil, medan Bizzarrini, som jobbat med Feraris Gran turismo- och sportvagnar, förordade en V12-motor. Det hela slutade med att Bizzarrini lämnade ATS 1962 för att starta sin egen konstruktionsbyrå och sålde sin V12:a till Lamborghini.
ATS 2500 GT kom därför att till stora delar konstrueras av Carlo Chiti. Den visades första gången på Internationella bilsalongen i Genève våren 1963. Inte bara motorns placering utan även chassit var av senaste snitt, med individuella hjulupphängningar och skivbromsar runt om. Motorn hade enkla överliggande kamaxlar och fyra Weber-förgasare. Chiti experimenterade även med Lucas bränsleinsprutning. Landsvägsbilen hade en femväxlad växellåda från ZF. Den tvåsitsiga karossen ritades av Franco Scaglione och byggdes av Carrozzeria Allemano i Turin.
ATS byggde även en tävlingsversion avsedd för sportvagnsracing, kallad ATS 2500 GTS, eller Superleggera. Bilen hade en starkare motor och en femväxlad osynkroniserad växellåda konstruerad av Chiti. Med kaross i aluminium minskade vikten med 60 kg. ATS ställde upp med två bilar i Targa Florio 1964, men bägge bröt tidigt i loppet. 
Det blev bilens enda tävlingsinsats. Produktionen hade redan upphört på grund av brist på pengar och Carlo Chiti gick vidare till Autodelta. Uppgifterna om antalet tillverkade bilar varierar, men det rörde sig inte om fler än ett dussin bilar.

## Motor
| Modell | Motor              | Cylindervolym | Effekt | Bränslesystem     |
| ------ | ------------------ | ------------- | ------ | ----------------- |
| GT     | 8-cyl V-motor SOHC | 2467 cm³      | 220 hk | 4 Weber-förgasare |
| GTS    | 8-cyl V-motor SOHC | 2467 cm³      | 260 hk | 4 Weber-förgasare |